# Салуда (Північна Кароліна)
Салуда (англ. Saluda) — місто (англ. city) в США, в округах Полк і Гендерсон штату Північна Кароліна. Населення — 631 особа (2020).

## Географія
Салуда розташована за координатами 35°14′15″ пн. ш. 82°20′49″ зх. д. / 35.23750° пн. ш. 82.34694° зх. д. (35.237535, -82.346925).  За даними Бюро перепису населення США в 2010 році місто мало площу 4,04 км², уся площа — суходіл.

## Демографія
Згідно з переписом 2010 року, у місті мешкало 713 осіб у 310 домогосподарствах у складі 184 родин. Густота населення становила 176 осіб/км².  Було 493 помешкання (122/км²).
Расовий склад населення:
| - 95,7 % — білих - 2,7 % — чорних або афроамериканців - 0,3 % — корінних американців - 0,3 % — азіатів |

До двох чи більше рас належало 1,0 %. Частка іспаномовних становила 2,0 % від усіх жителів.
За віковим діапазоном населення розподілялося таким чином: 14,6 % — особи молодші 18 років, 50,5 % — особи у віці 18—64 років, 34,9 % — особи у віці 65 років та старші. Медіана віку мешканця становила 57,5 року. На 100 осіб жіночої статі у місті припадало 77,8 чоловіків;  на 100 жінок у віці від 18 років та старших — 74,0 чоловіків також старших 18 років.
Середній дохід на одне домашнє господарство  становив 58 309 доларів США (медіана — 43 542), а середній дохід на одну сім'ю — 69 814 долари (медіана — 46 484). Медіана доходів становила 35 875 доларів для чоловіків та 36 875 доларів для жінок. За межею бідності перебувало 8,0 % осіб, у тому числі 8,7 % дітей у віці до 18 років та 0,0 % осіб у віці 65 років та старших.
Цивільне працевлаштоване населення становило 260 осіб. Основні галузі зайнятості: роздрібна торгівля — 23,1 %, освіта, охорона здоров'я та соціальна допомога — 18,5 %, мистецтво, розваги та відпочинок — 16,2 %.